# 吉林环城农村商业银行
吉林环城農村商業銀行股份有限公司是中国吉林省吉林市的一家農村商業銀行。

## 历史
1992年2月10日，吉林市郊区更名为丰满区，并将郊区原辖的乡镇街道、村委划拨给船营区、昌邑区、龙潭区。1999年2月，昌邑区九站乡、九站街道划归吉林市经济开发区管辖。2000年1月31日，永吉县四镇一乡划归龙潭区管辖；永吉县两镇两乡、船营区左家镇划归昌邑区管辖；永吉县两镇一乡划归船营区管辖。丰满区高新街道、新北街道划归高新区管理。
2002年4月，吉林市昌邑区、船营区、龙潭区、丰满区、高新区、经开区等周边26个乡镇的农村信用社成立吉林市环城农村信用合作联社。2006年12月，实现县级联社为统一法人。设1个联社、17个信用社、23个分社、17个储蓄所、57个营业网点。2011年10月筹建“吉林松花江农村商业银行股份有限公司”。
2013年7月，中国银监会批准吉林市环城农村信用合作联社改制为吉林环城農村商業銀行，注册资本5亿元，辖1家营业部、24家支行、33家分理处，员工688人。同月30日，正式挂牌成立。
截至2017年末，注册资本12亿元，营业网点58家，员工800余人，资产总额226亿元，贷款89亿元，存款120亿元，年度纳税14553万元。
2025年7月18日，国家金融监督管理总局公布批复显示，同意在吉林农信及其成员机构基础上筹建吉林农村商业银行，本行预计也将并入内。